# Fernández Feo (municipalité)
Pour les articles homonymes, voir Fernández Feo.
Fernández Feo est l'une des vingt-neuf municipalités de l'État de Táchira au Venezuela. Son chef-lieu est San Rafael del Piñal. En 2011, la population s'élève à 45 891 habitants.

## Étymologie
La municipalité est nommée en l'honneur de l'un de ses deux fondateurs, l'évêque Fernández Feo.

## Géographie

### Subdivisions
La municipalité est divisée en trois paroisses civiles avec, chacune à sa tête, une capitale (entre parenthèses) :
- Alberto Adriani (Puerto Teteo) ;
- Fernández Feo (San Rafael del Piñal) ;
- Santo Domingo (San Lorenzo).

## Histoire
La municipalité est créée le 11 février 1962 par l'évêque Fernández Feo et le donateur du terrain Don Renato Laporta.

## Sources
- (es) Cet article est partiellement ou en totalité issu de l’article de Wikipédia en espagnol intitulé « Municipio Fernández Feo » (voir la liste des auteurs).